# Balsa de La Platjola
Balsa de La Platjola är en lagun i Spanien.   Den ligger i provinsen Província de Tarragona och regionen Katalonien, i den östra delen av landet, 400 km öster om huvudstaden Madrid.  